# Abu Umar asz-Sziszani
Abu Umar asz-Sziszani, Tarchan Batiraszwili ps. Umar Czeczen (ur. 1982 lub 1986 w Birkiani, zm. 13 lipca 2016) – terrorysta związany z Państwem Islamskim, obywatel gruziński pochodzenia czeczeńskiego.

## Życiorys
Urodził się w Gruzji. Był synem Gruzina, chrześcijanina, i Czeczenki, muzułmanki. W latach 2006–2007 odbywał zasadniczą służbę wojskową w armii gruzińskiej. Następnie został w niej żołnierzem zawodowym, walczył w wojnie osetyjskiej w 2008, dosłużył się stopnia sierżanta. Służył w jednostce wywiadu i przeszedł prowadzone przez Amerykanów szkolenie z zakresu zwalczania terroryzmu i walki z partyzantami. W 2010 z powodu zdiagnozowania u niego gruźlicy został uznany za niezdolnego do dalszej służby. Kilka miesięcy później został aresztowany, oskarżony o nielegalny zakup i posiadanie broni i skazany na trzy lata pozbawienia wolności. Zwolniono go jednak przedterminowo, po roku, z uwagi na zły stan zdrowia. Według ojca terrorysty właśnie podczas pobytu w więzieniu Tarchan Batiraszwili stał się fundamentalistą sunnickim; w innej wypowiedzi ojciec mężczyzny twierdził jednak, że zaczął on wyznawać radykalne poglądy pod wpływem starszego brata Tamaza.
Następnie udał się do Turcji, a stamtąd w marcu 2012 do ogarniętej wojną domową Syrii, gdzie pod pseudonimem Umar Czeczen i dzięki doświadczeniu wojskowego stał się jednym z najbardziej wpływowych dowódców syryjskiej opozycji rządowej głoszącej hasła fundamentalizmu islamskiego. Dowodził początkowo brygadą ochotników czeczeńskich związanych z Frontem Obrony Ludności Lewantu. W marcu 2013 jego żołnierze połączyli siły z innymi oddziałami, tworząc Armię Emigrantów i Zwolenników. Umar Czeczen był jej dowódcą.
W 2014 przystąpił do Państwa Islamskiego. Osobiście doradzał w sprawach wojskowych jego przywódcy Abu Bakrowi al-Baghdadiemu. Dowodził operacjami wojskowymi ISIS na odcinku północnym, w Aleppo, Ar-Rakce, Latakii i północnej części muhafazy Idlib. W końcu 2013 posługiwał się tytułem emira północnej Syrii. Był głównym architektem ofensywy ISIS w irackiej prowincji Anbar w 2014. Osobiście dowodził oddziałem tysiąca rosyjskojęzycznych bojowników. Zasiadał w Szurze – radzie zarządzającej Państwem Islamskim, był wskazywany jako druga osoba w hierarchii IS. W ocenie Stanów Zjednoczonych asz-Sziszani był w Państwie Islamskim "ministrem wojny". Za informacje umożliwiające jego wyeliminowanie z walki przewidziana była nagroda w wysokości 5 mln dolarów.
W marcu 2016 Amerykanie poinformowali o śmierci asz-Sziszaniego w północnej Syrii, podczas nalotu, następnie jednak przyznali, że terrorysta przeżył. Pojawiały się również informacje, jakoby terrorysta został ranny i zmarł kilka dni później. W lipcu 2016 asz-Sziszani ponownie był celem amerykańskich ataków. 13 lipca 2016 Państwo Islamskie przyznało, że asz-Sziszani zginął, twierdząc jednak, że poległ w walce pod Asz-Szarkat, podczas irackiej ofensywy na Mosul.